# Mandżocha
Mandżocha – szczyt o wysokości 471 m n.p.m., na Pogórzu Przemyskim, w Paśmie Kalwaryjskim, na Połoninkach Kalwaryjskich.